# Derrière la vitre
Derrière la vitre est un roman de l'écrivain français Robert Merle (1908-2004), publié en 1970 aux éditions Gallimard.

## Historique
Robert Merle explique dans sa préface que l'idée du roman lui est venue vers la fin de l'année 1967. Il est alors professeur depuis 1965 à l'université Paris-Nanterre. « La conception de ce roman ne date pas de la crise de Mai. En novembre 1967, je confiai à mes étudiants le projet de ce livre, et leur demandai de m'aider à les mieux connaître : il s'agissait pour eux de venir me parler d'eux-mêmes. »
L'écrivain revendique de mêler quotidienneté et Histoire : « j'ai désiré décrire la vie quotidienne à Nanterre au long d'une journée ordinaire, mais qui s'achevait par une soirée exceptionnelle par ceux qui la vécurent. »
Stylistiquement, Robert Merle utilise comme procédé la simultanéité, présentant différents personnages, sans liens entre eux, mais vivant parallèlement dans le même lieu et dans le même temps.

## Résumé
Le roman retrace, heure par heure, la journée qui s'achève dans la nuit par la création du Mouvement du 22-Mars en Mai 68 : 150 étudiants occupent la tour administrative de l'Université de Nanterre, le lieu symbolique à leurs yeux, du pouvoir répressif gaullien, « de la domination des mandarins sur les étudiants, le mirador d'un camp de concentration, le symbole phallique de la répression administrative » : la salle du conseil des professeurs.
Mais le roman décrit aussi et surtout la vie quotidienne des étudiants à Nanterre, la plupart des personnages ne participant pas à cette péripétie ou s'en moquant.

## Personnages
C'est à partir de ces entretiens avec ses étudiants que Robert Merle a inventé certains des personnages du livre : l'ouvrier algérien Abdelaziz, des assistants, Delmont et Lagardette, des professeurs, Frémincourt et des étudiants, Ménestrel, David Schultz, Jacqueline Cavaillon.
Mais tous ne sont pas imaginaires, et on peut reconnaître dans le livre des personnages réels : le doyen Grappin, l'assesseur Beaujeu, le secrétaire général Rivière, et les étudiants, Cohn-Bendit, Duteuil, Tarnero, Langlade.
Ces personnages permettent à l'auteur d'aborder le contexte propre à cette période : les problèmes du monde étudiant et de la jeunesse (identité, sexualité, autonomie), la politisation des étudiants et les luttes entre les différentes sensibilités (libertaires, maoïstes, communistes), le sort des immigrés.

## Enquête et préparation dès novembre 1967
En novembre 1967, Robert Merle fait circuler une petite annonce sur le campus, dans le but d'effectuer une trentaine d'entretiens avec des étudiants d'origine et de profils différents. Il conserve les notes prises lors des entretiens pour en faire une synthèse.
Puis il modifie l'« ébauche avancée » de cette œuvre juste après Mai 1968 pour que l'action se déroule le 22 mars. Même si la création du mouvement éponyme n'est pas centrale dans le roman, elle constitue son dénouement.

## Changements de couverture
Selon Jacques Cantier, professeur d'histoire contemporaine à l'Université Toulouse-Jean Jaurès, le livre suscitait encore l’intérêt des étudiants de 2019 en raison de la valeur narrative des personnages. Parmi les personnages réels, Daniel Cohn‑Bendit est présenté comme un tribun "habile" mais "opportuniste", qui "accompagne l’événement plutôt qu’il ne le suscite" alors qu'il n'y était "pas initialement favorable".
Selon Jacques Cantier, les changements de couverture du livre au sein de la collection éditoriale Folio sont des témoins de « l’évolution de l’image collective de 68 – vitre brisé par un lanceur de pavés sur fond rouge dans la première édition, face à face stylisé en noir et vert d’étudiants et de CRS ensuite puis photographie noir et blanc d’amoureux allongés dans l’herbe arborant un numéro de l’Express sur la Révolution de Mai ». Jacques Cantier observe cependant qu'en un demi-siècle les historiens ont eu tendance à moins le citer.

## Adaptation
En 1991, Sylvie Gravagna propose une adaptation pour le théâtre du roman. Crée en 1991 à l'Université de Nanterre à l'occasion de son vingt-cinquième dans les lieux même de l'action principale (l'amphithéâtre "B2"), la pièce sera primée au festival Sigma 92 de Bordeaux. Robert Merle a inclus la pièce dans ses œuvres complètes rééditées aux éditions de Fallois.

## Éditions
- Gallimard, 1970
- Folio, no 641, 1974